# 佐々木正丞
佐々木 正丞（ささき まさつぐ、1934年4月21日 - 2025年8月7日）は、日本の経営者。北海道ガス社長、会長を務めた。

## 来歴・人物
島根県出身。1957年に横浜国立大学経済学部を卒業し、同年に北海道ガスに入社した。1974年8月に取締役に就任し、1977年6月に常務、1988年6月に専務を経て、1990年6月に社長に就任。同社では、初の生え抜き社長であった。2002年6月に会長に就任し、2008年6月に取締役相談役に就任。
1996年4月に藍綬褒章を受章。
2025年8月7日、病気のため死去。91歳没。